# ꭢ
Cette page contient des caractères spéciaux ou non latins. S’ils s’affichent mal (▯, ?, etc.), consultez la page d’aide Unicode.
ꭢ (uniquement en minuscule), appelé e dans l’o ouvert, est une lettre additionnelle de l’alphabet latin utilisée dans l’écriture du iakoute de 1917 à 1927 et a aussi été proposée comme symbole de l’alphabet phonétique international dans les années 1960.
Elle était utilisée dans l’alphabet de Semion Novgorodov, sans majuscules, basé sur l’alphabet phonétique international, tout comme les lettres additionnelles iat iakoute ‹ ꭠ ›, e yodisé ‹ ꭡ › et o dans l’u ‹ ꭣ ›.

## Utilisation
L’e dans l’o ouvert est une lettre créée par Semion Novgorodov pour son alphabet iakoute, basé sur l’alphabet phonétique international, utilisé de 1917 à 1927.

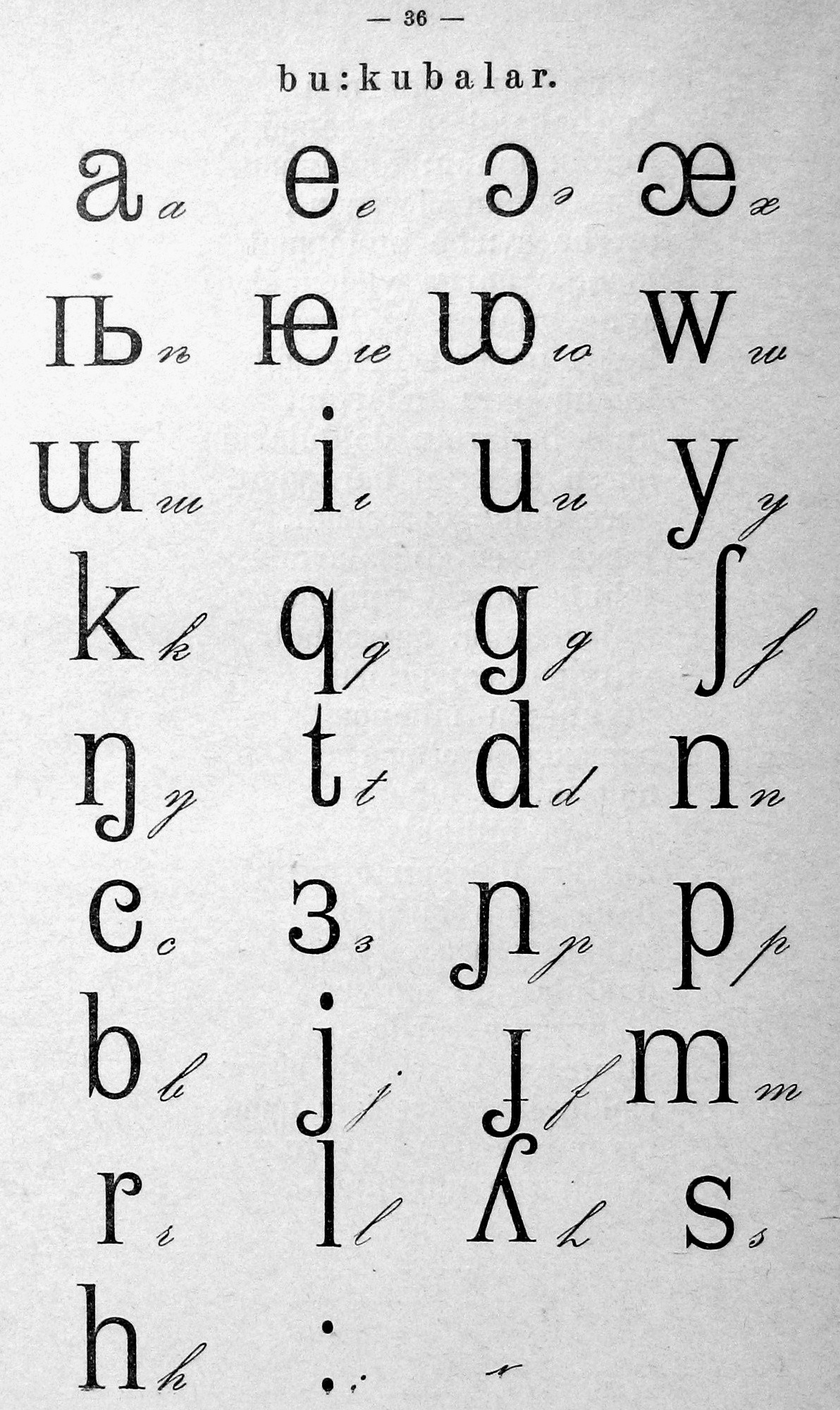
Alphabet iakoute en 1929.

Ce symbole est proposé pour représenter une voyelle ouverte antérieure arrondie [ɶ] par George L. Trager (en) en 1964, et est utilisé par Chomsky et Halle en 1968 pour cette voyelle en tant que voyelle abstraite émergeant phonétiquement comme une diphtongue [ɔɪ].

## Représentations informatiques
Cette lettre peut être représenté avec les caractères Unicode (Latin étendu E) suivants :
| formes    | représentations | chaînes de caractères | points de code | descriptions                               |
| --------- | --------------- | --------------------- | -------------- | ------------------------------------------ |
| minuscule | ꭢ               | ꭢ                     | U+AB62         | lettre minuscule latine o ouvert culbuté e |